# 그린카드 (상품)
그린카드는 탄소포인트제를 시행하기 위해 대한민국 환경부와 서울특별시에서 시중 금융기관과 제휴해 개발한 신용카드 혹은 체크카드, 에코머니 포인트카드 상품이다.

## 특징
- 탄소포인트제 시행을 위해 개발된 친환경 카드다.
- 거주지에 따라 서울특별시 주민은 서울특별시 에코마일리지, 그 이외의 주민은 환경부 에코머니에 강제적으로 가입된다.
- 순수하게 에코머니 포인트 적립을 위한 "에코마일리지 멤버십 카드"가 따로 있으며, 이 멤버십 카드는 그린카드 홈페이지에서 신청하면 된다. 단, CU편의점에서 에코마일리지 멤버십카드로 적립시 CU 포인트 동시 적립 혹은 T-멤버십 할인 적용이 안 되므로 CU 매장에서는 그린카드를 이용하여 계산하는 것이 가장 좋다.
- 신용카드의 경우 모든 가맹점에서 이용시에도 에코머니가 적립되는 경우가 많지만, 대부분의 그린 체크카드는 그린카드 지정 매장(녹색매장 인증)에서 에코머니 인증상품 구매시에만 에코머니가 적립된다. 현재 모든 가맹점에서 이용시 에코머니 포인트가 적립되는 그린 체크카드는 중소기업은행, SC제일은행, 우리카드, 대구은행, NH농협카드, 우체국, 제주은행, 수협은행에서 나오는 국민행복 체크카드 중 타입 C를 선택시 가능하며, 전월 실적이 있어야 한다.
- 출시 초기에 나온 그린 신용카드는 연회비를 받지 않았으나, 2016년 11월 29일부터 NH농협은행을 시작으로 본격적으로 발행이 시작된 그린카드 V2 신용카드는 연회비를 받고 있다.

## 발급 기관
- 신용카드 대부분의 발급기관은 비씨카드를 통해 발급되며, KB국민카드는 자체 발급망을 통해 발급된다.
- 카드사 대부분 베팡(http://bebe-box.co.kr/)과 같은 기업들과 연계해 사은품 행사를 진행하고 있다.
- 체크카드의 경우 우정사업본부(행복한, 우리동네플러스)와 NH농협은행, 우리카드, 기업은행, 대구은행, 새마을금고, 신협, 부산은행, 스탠다드차타드, 수협, 저축은행, 제주은행만되며 해외결제기능은 수협은련 농협마스터만있다.
- 비씨카드의 경우 아이행복카드와 국민행복카드에도 그린카드가 탑재된다. 단, NH농협카드에서 나오는 비씨 아이행복/국민행복카드는 제외된다.
- KB국민카드
- 비씨카드(일부 회원사)
  - 대구은행
  - 부산은행
  - 우리은행
  - 하나카드
  - NH농협카드
  - 우정사업본부
- 새마을금고
- 수협